# Puabi
Pu-Abi (in lingua accadica: "Parola di mio Padre", conosciuta in lingua sumera come "Shubad"; fl. XXVII-XXVI secolo a.C.) è stata una personalità della città sumera di Ur.

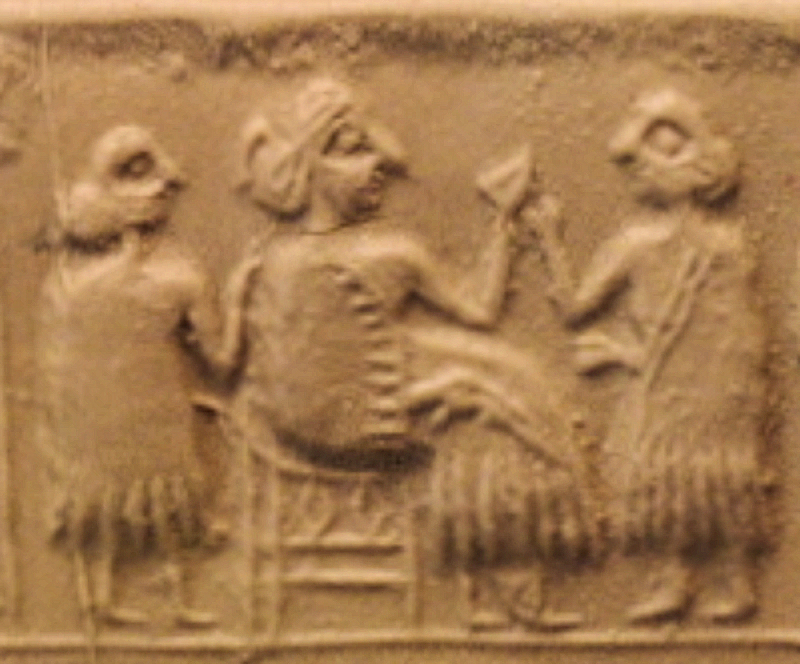
La regina Puabi al trono con dei servitori (2600 circa)

Sebbene si sappia ben poco sulla vita di Puabi, la sua tomba, scoperta nel 1922 dall'archeologo inglese Leonard Woolley, è la più grande mai rinvenuta in Mesopotamia, e ha permesso di ricavare informazioni importanti riguardo alla società e alla cultura sumera.

## Biografia
La sua esistenza si colloca fra il 2600 e il 2500 a.C., e viene elencata fra i sovrani della fase finale del periodo protodinastico.
Non si conosce con certezza se si trattasse di una sovrana o della sacerdotessa di maggiore status: infatti, all'interno del Cimitero reale di Ur, è stato rinvenuto un sigillo cilindrico in lapislazzuli, nel quale Puabi viene chiamata "Nin", che può essere tradotto sia come "signora" (nome attribuito alle sacerdotesse) che come "Eresh" (appellativo con cui i Sumeri chiamavano le regine). Come emerge dalle iscrizioni, fu la sposa di A-bar-gi, e alcuni studiosi hanno supposto che fosse stata anche la seconda moglie del re di Ur Meskalamdug.

## Tomba di Puabi

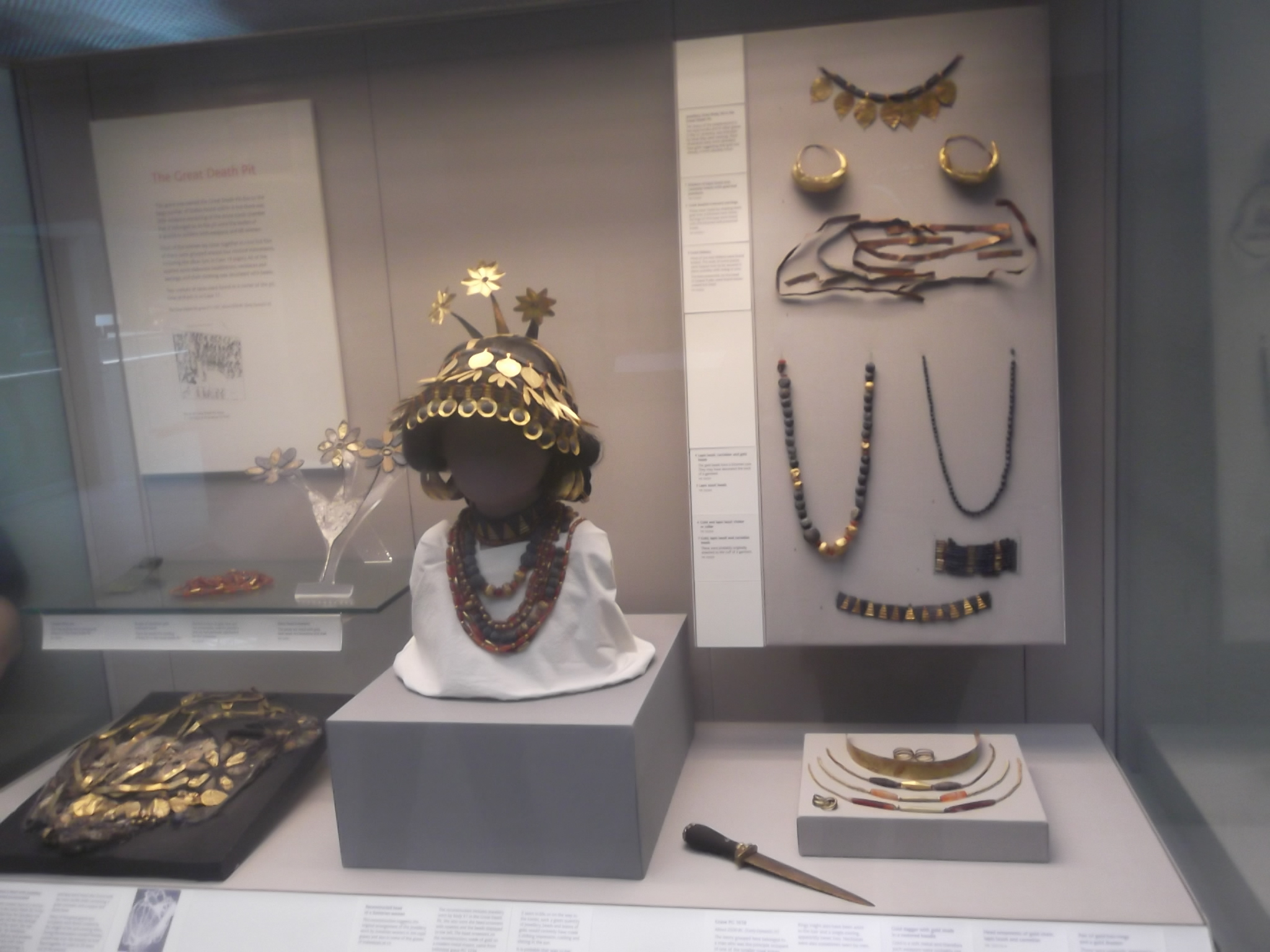
Parte dei tesori della regina esposti al British Museum di Londra

La sepoltura di Puabi fu ritrovata da Leonard Woolley nel 1922, nel cimitero reale di Ur, insieme a quella del consorte A-bar-gi e al seguito reale di guardie e musicisti, per un totale di 74 persone (68 donne e 6 uomini). Queste ultime, però, furono rinvenute solo diversi anni dopo, al termine degli scavi, nel 1934. I resti di Puabi e del suo corredo funerario sono oggi divisi tra il British Museum e il Museo nazionale iracheno, a Baghdad.

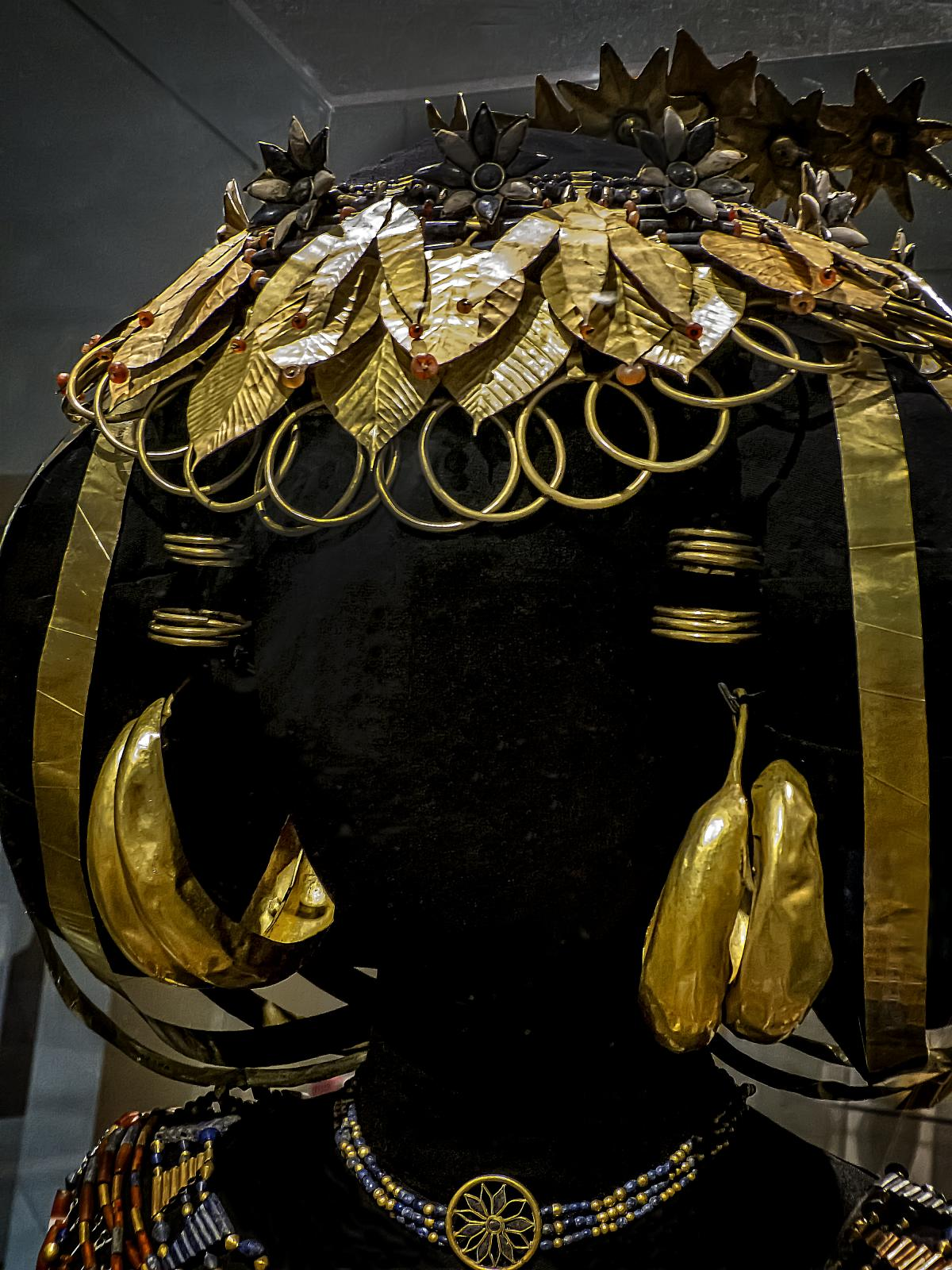
L'acconciatura aurea di Puabi

La tomba di Puabi si distinse subito tra le altre, oltre che per lo sfarzo e le dimensioni, anche per il fatto che era l'unica rimasta completamente intatta anche dopo i diversi saccheggi succedutisi nei secoli.
Tra tutti i resti, quello di Puabi era il più notevole, soprattutto per sfarzo dell'acconciatura. Questa dimostrava il suo status elevato, ed era stata realizzata con foglie d'oro e ornamenti in argento, lapislazzuli e corniola che ne coprivano la fronte. Il resto dell'abito era anch'esso di pari magnificenza: la donna indossava infatti un'abbondanza di anelli e braccialetti d'argento, lapislazzuli e oro, così come una cintura fatta di anelli d'oro, perle e lapislazzuli e un coprispalle realizzato con gli stessi materiali.

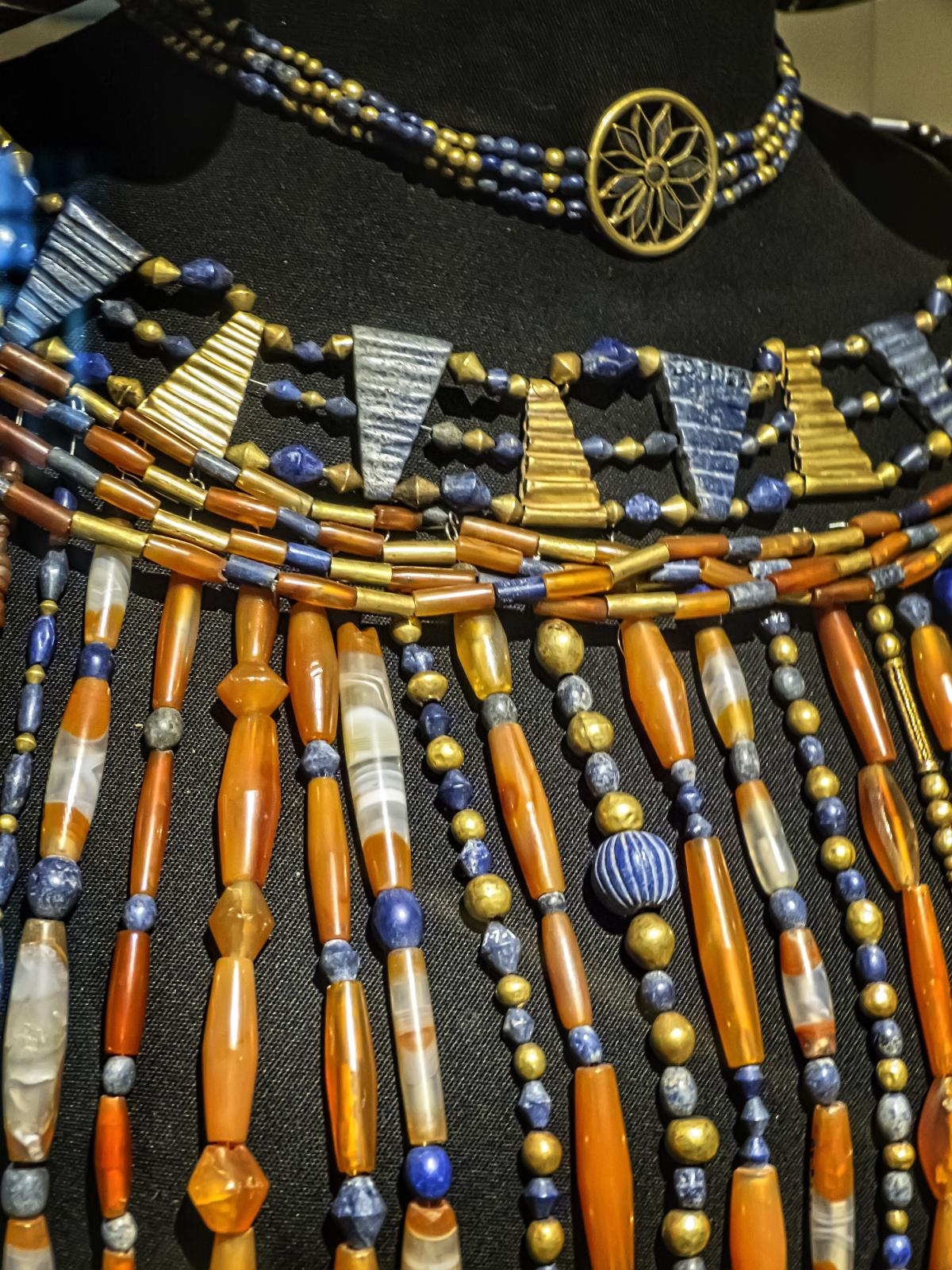
Dettagli dell'abito

Il resto del tesoro contenuto nella tomba di Puabi era ugualmente sontuoso: vennero ritrovati una lira sumera decorata con una testa di toro scolpita ed intarsiata in oro e lapislazzuli, vasellame d'oro, collane e cinture decorate con perle, corniola e lapislazzuli ed un carro adornato con teste argentee di leonessa.
Un aspetto dibattuto della tomba di Puabi è costituito dalle cosiddette "fosse della morte", trovate intorno alla camera funeraria di Puabi, elemento che sollevò non pochi dubbi tra gli archeologi. La fossa della morte più grande e conosciuta conteneva 74 cadaveri, 6 uomini e 68 donne, tutti adornati con varie decorazioni in oro, argento e lapislazzuli. Come scoprì Wooley e venne appurato più tardi, erano morti avvelenati e, forse, si erano suicidati in massa per servire la propria padrona nell'aldilà. Tuttavia, a causa della posizione delle fosse e della generale mancanza di prove, non è chiaro se le fosse della morte possano essere direttamente collegate a Puabi. Vi è anche una tesi che suggerisce un sacrificio umano collettivo.

## Cronologia
| predecessore: Mesannepada | I Dinastia di Ur 2525 a.C. - 2500 a.C. | successore: Lugal-Anne-Mundu di Adab |